# 阿達爾馬拉內
16°37′14″N 4°19′16″W / 16.62056°N 4.32111°W
阿達爾馬拉內（法語：Abarmalane），是馬里的城鎮，位於該國中部，由通布圖區的貢達姆省負責管轄，處於法吉賓湖以南，面積250平方公里，2009年人口1,790，人口密度每平方公里7.2人。